# Escuela de Ingeniería de Bilbao
La Escuela de Ingeniería de Bilbao (Bilboko Ingeniaritza Eskola en euskera) es el centro dependiente de la Universidad del País Vasco en el que se imparten las titulaciones de ingenierías. 
El actual centro nace en 2016 como resultado de la fusión de la Escuela Técnica Superior de Ingeniería (ETSI), Escuela Universitaria de Ingeniería Técnica Industrial (EUITI), Escuela de Ingeniería Técnica de Minas y Obras Públicas (EUITMOP) y la Escuela Técnica Superior de Náutica y Máquinas Navales (ETSNMN).

## Historia
La Escuela de Ingeniería de Bilbao nace el 5 de enero de 2016, como consecuencia de un proceso de reorganización de facultades y escuelas dentro de la Universidad del País Vasco. Este nuevo centro universitario aglutina las instalaciones, personal, estudiantes y titulaciones que hasta entonces se repartían en 4 escuelas, algunas de ellas centenarias. Esos diferentes orígenes marcan el devenir histórico de este nuevo centro hasta su creación, por lo que a continuación, se reseña brevemente el recorrido de cada uno de los centros que se integraron esta nueva realidad.

### Escuela Técnica Superior de Ingeniería
Su fundación fue promovida por el Ayuntamiento de Bilbao y la Diputación Foral de Vizcaya. El 2 de abril de 1897, la Reina Regente doña María Cristina otorgaba en Palacio un Real Decreto por el que: "se establece en Bilbao, a expensas principalmente de la Diputación Provincial de Vizcaya y del Ayuntamiento de aquella Villa, una Escuela de Ingenieros Industriales".
En 1899, se constituye la Junta del Patronato que procedió al nombramiento de profesores interinos y del director de la Escuela. El cargo inicial de director recayó en el ingeniero de la Armada, don Darío Bacas. Todos los nombramientos fueron refrendados por el Gobierno. El Reglamento provisional de la Escuela se publica el 27 de octubre de 1899 en el Diario oficial y se abre el plazo de matrícula para el nuevo curso, en el que se inscriben 107 alumnos. El 2 de noviembre de 1899, tiene lugar en el salón de actos el solemne acto de apertura de curso. La primera promoción de la Escuela finaliza sus estudios en el año 1904, y se gradúan cuatro alumnos.

### Escuela Universitaria de Ingeniería Técnica Industrial
La Escuela Técnica de Peritos Industriales fue creada por orden ministerial de 8 de mayo de 1942, comenzando las clases el día 7 de diciembre del mismo año, a instancia de varios grupos sociales de Bilbao y con el fin de completar la formación de Técnicos para la Industria del País Vasco.
Las necesidades de Profesorado se cubrieron con personal interino muy seleccionado, a base de Ingenieros y Peritos de prestigio que trabajaban en la industria con cargos de responsabilidad.
En 1944 se inicia el nombramiento de Profesores de Cátedra con la de Dibujo, a la que siguieron en 1945 las de Matemáticas, Física, Química, Química Analítica, Química Industrial y Electrotecnia, completándose el equipo en años sucesivos.
Al no disponer de edificio propio, las clases se impartían por las tardes en el edificio perteneciente a la Escuela de Ingenieros Industriales, recayendo la Dirección del Centro en la misma de la Escuela de Ingenieros. La independencia de la Escuela Técnica de Peritos Industriales comenzó en 1951, siendo su primer director D. Ramón Losada. En el año 1958 el edificio de la antigua Escuela de Ingenieros se destinó en su totalidad a Escuela Técnica de Peritos Industriales. Más adelante, se solicitó del Ministerio de Educación Nacional la subvención necesaria para la construcción de uno nuevo más acorde con las exigencias de la enseñanza a impartir. El nuevo edificio fue inaugurado en 1963.
Posteriormente, de acuerdo con la Ley de Reordenación de las Enseñanzas Técnicas de 29 de abril de 1964, la Escuela pasa a denominarse Escuela de Ingeniería Técnica Industrial. Y más adelante, la Escuela se integra en la Universidad como Escuela Universitaria de Ingeniería Técnica Industrial. En el año 2012 se trasladó al nuevo edificio ubicado junto a la antigua Escuela Técnica Superior de Ingeniería de Bilbao.

### Escuela Universitaria de Ingeniería Técnica de Minas y Obras Públicas
Los inicios se remontan a la Escuela de Capataces y Facultativos de Minas, que se fundó en Bilbao en el año 1913, y se ubicó en el barrio de Atxuri, con el objetivo de hacer frente a la demanda de personas preparadas que exigía el creciente desarrollo de las explotaciones mineras y la industria en general.
En la década de los 60, la Escuela se traslada a Barakaldo, y es en el año 1972 cuando pasa a depender directamente de la Universidad, bajo la denominación de Escuela Universitaria de Ingeniería Técnica Minera, siendo los estudios de tres años de duración.
En el curso académico 2000/01 se implanta la titulación de Ingeniería Técnica de Obras Públicas, que se mantiene actualmente. En el año 2012 la escuela abandonó su ubicación en Barakaldo para instalarse al nuevo edificio ubicado junto a la antigua Escuela Técnica Superior de Ingeniería de Bilbao.

### Escuela Técnica Superior de Náutica y Máquinas Navales
La Escuela de Náutica de Bilbao se fundó a iniciativa del Ayuntamiento de la Villa en colaboración con el Consulado y la Diputación General del Gobierno Universal del Señorío de Vizcaya. Una vez tomado el acuerdo por las Juntas Generales de Gernika en 1739 de establecer en Bilbao una Escuela de Náutica, se nombró director de la misma al capitán de fragata lequeitiano Don Joseph Vicente Ybañez de la Rentería, el cual había publicado el año anterior, 1738, en Bayona la obra «Explicación del Círculo Náutico Astronómico Universal», pero su nombramiento tuvo carácter interino hasta que en 1742 se hizo cargo el maestro de náutica y matemáticas Miguel Archer, bilbaíno, nacido en 1689.
Durante el reinado de Carlos III, 1783, mediante Real Orden se permite que los Directores de Pilotos y los Maestros de las Escuelas de Navegación examinaran de Pilotin y de Pilotos de primero y segundo a quienes quisieran dedicarse a la profesión marinera y de conductores de barcos. Ya en este siglo, el R.D. de 28 de mayo de 1915 declaró Escuelas Oficiales de Náutica, a doce en total, entre ellas la de Bilbao y el R.D. de 7 de febrero de 1925 divide los estudios de náutica en dos ramas: la de Náutica y la de Máquinas.
Instalada inicialmente en los locales del Instituto de 2.ª Enseñanza de Bilbao, en 1925 se traslada a Deusto, concretamente a la actual ubicación del Instituto Botikazar. En esta ubicación permaneció hasta 1968, cuando se trasladó al actual edificio radicado en Portugalete. 
La Ley 144/61 de 23 de diciembre acomoda a la estructura general de las Enseñanzas Técnicas, a las que se equiparan, las Enseñanzas que se imparten en las Escuelas Oficiales de Náutica. El proceso de incorporación de estas enseñanzas al sistema educativo general culmina con el Decreto 1439/1975 por el que se otorga a las enseñanzas cursadas en estas Escuelas el nivel de 2.º ciclo de enseñanzas universitarias, la O.M. del 18 de octubre de 1977 que establece el plan de estudios de las titulaciones: Diplomatura y Licenciatura en Náutica y Diplomatura y Licenciatura en Máquinas Navales, y el R.D. de 4 de diciembre de 1980 que otorga la denominación de Escuelas Superiores de Marina Civil a las antiguas Escuelas Oficiales de Náutica.

## Localización

### Sección Superior (Antigua ETSIB)
La Escuela de Ingeniería de Bilbao se encuentra situada en la zona de San Mamés, junto al campo de fútbol, la sede de EiTB y la estación de autobuses (Termibús). Está integrada dentro del llamado Campus Tecnológico de la UPV/EHU, inaugurado como tal en el año 2012 tras finalizar la construcción de un nuevo gran edificio que alberga la Escuela Universitaria de Ingeniería Técnica Industrial de Bilbao, ubicada hasta ese momento en la plaza de La Casilla (Bilbao). 
La ETSIB se compone de varios edificios, nombrados desde la A hasta la G. Estos edificios fueron construidos en distintas etapas según las necesidades históricas de la escuela. Los primeros, actuales edificios A, D y C, fueron inaugurados como nueva sede de la ETSIB en el año 1960; fue en este momento cuando la escuela, obra del arquitecto Jesús Rafael de Basterrechea, recibió el nombre de Escuela Técnica Superior de Ingeniería D. Leandro José de Torróntegui. Posteriormente, fueron añadiéndose varias nuevas edificaciones a dichas estructuras iniciales; de forma cronológica, se sucedieron el edificio del aula Magna, el edificio G, y con posterioridad los edificios B (inaugurado en 2006) y F. Cabe destacar como elemento singular este último, pues es un edificio "puente", que cruza por encima de la avenida Juan Antonio Zunzunegui. Esta avenida es desde el año 2012 la principal entrada desde la autovía A8 al centro de Bilbao, debido a la construcción del nuevo acceso que sustituyó al antiguo viaducto de Sabino Arana.

## Estudios y titulaciones

### Titulaciones de grado
- Grado en Ingeniería Ambiental
- Grado en Ingeniería Civil
- Grado en Ingeniería Eléctrica
- Grado en Ingeniería Electrónica Industrial y Automática
- Grado en Ingeniería en Organización Industrial
- Grado en Ingeniería Biomédica
- Grado en Ingeniería en Tecnología de Telecomunicación
- Grado en Ingeniería en Tecnología Industrial
- Grado en Ingeniería Informática de Gestión y Sistemas de Información
- Grado en Ingeniería Mecánica
- Grado en Marina
- Grado en Náutica y Transporte Marítimo

### Titulaciones de posgrado
MÁSTERES:
- Máster en Ciencia y Tecnología Espacial
- Máster en Dirección de Proyectos
- Máster en Ingeniería de Control, Automatización y Robótica
- Máster en Ingeniería de la Construcción
- Máster en Ingeniería de Materiales Avanzados
- Máster en Ingeniería en Organización Industrial
- Máster en Ingeniería Energética Sostenible
- Máster en Ingeniería Mecánica
- Máster en Integración de las Energías Renovables en el Sistema Eléctrico
- Máster en Investigación en Eficiencia Energética y Sostenibilidad en Industria, Transporte, Edificación y Urbanismo
- Máster en Sistemas Electrónicos Avanzados
- Máster Erasmus Mundus en Comunidades y Ciudades Inteligentes (SMACCs)
- Máster Erasmus Mundus en Energías Renovables en Medio Marino (REM+)
- Máster Erasmus Mundus en Materiales para el Almacenamiento y Conversión de Energía (MESC+)
- Máster Universitario en Ingeniería de Telecomunicación
- Máster Universitario en Ingeniería Industrial
- Máster Universitario en Marina
- Máster Universitario en Náutica y Transporte Marítimo

PROGRAMAS DE DOCTORADO:
- Doctorado en Eficiencia Energética y Sostenibilidad en Ingeniería y Arquitectura
- Doctorado en Electrónica y Telecomunicaciones
- Doctorado en Ingeniería Ambiental
- Doctorado en Ingeniería de Control, Automatización y Robótica
- Doctorado en Ingeniería de Materiales y de Procesos Sostenibles
- Doctorado en Ingeniería de Proyectos
- Doctorado en Ingeniería Física
- Doctorado en Ingeniería Mecánica
- Doctorado en Ingeniería Náutica, Marina y Radioelectrónica Naval
- Doctorado en Sistemas de Energía Eléctrica
- Doctorado en Tecnologías de la Información y Comunicaciones en Redes Móviles

### Másteres y Títulos propios
- Experto de Universidad en Industria Digital: Máquina Herramienta y Fabricación Avanzada

- Máster de Formación Permanente en Ciberseguridad 4.0
- Máster de Formación Permanente en Economía Circular: Aplicación a la empresa
- Máster de Formación Permanente en Tecnologías Aeronáuticas
- Máster de Formación Permanente en Tecnologías del Hidrógeno

## Eventos
La Escuela participa y promociona diferentes eventos que gozan de gran reconocimiento:
- La Regata Ingenieros VS. Deusto, consistente en una regata de embarcaciones del tipo olímpico de ocho remeros y timonel a lo largo de 4 millas náuticas (7.408 metros) por la ría de Bilbao. Son dos equipos los competidores en este clásico que se celebra cada año el Domingo de Ramos.
- El Concurso de Maquetas de Puentes de la Escuela Técnica Superior de Ingeniería de Bilbao.

## Aprendizaje Basado en Proyectos

### Formula Student Bizkaia[2]
El proyecto es totalmente voluntario, tanto para alumnos como profesores, y no se encuentra actualmente enmarcado en los planes de estudio de la universidad, siendo una actividad de formación complementaria. Durante sus más de 10 años de historia, más de 400 alumnos han sido formados en este proyecto. El proyecto Formula Student Bizkaia se basa en el planteamiento de un reto para motivar a los alumnos: el diseño y construcción de un monoplaza tipo Formula que compita en los eventos Formula Student a nivel internacional que se celebran en los circuitos de Silverstone (UK) y Barcelona-Cataluña.

### Moto Student[3]
El proyecto Bizkaia ESI Bilbao es un proyecto universitario con un enfoque primordialmente docente, cuyo objetivo es aportar al alumnado que libremente desee incorporarse una sólida complementación práctica a los estudios desarrollados en las carreras de Ingeniería que se cursan en la Escuela de Ingeniería de Bilbao. Para ello el proyecto se apoya en la competición Motostudent, organizada por la Moto Engineering Foundation, entre cuyos patronos se encuentra la empresa DORNA, que es la que gestiona tanto el campeonato del mundo de MotoGP como el de Superbikes. Se desarrollan motocicletas eléctricas y de gasolina.

### Bisky Team[4]
El equipo Bisky Team es un equipo de estudiantes de la UPV/EHU que diseña, fabrica y lanza cohetes, además de desarrollar motores híbridos para aquellos cohetes más potentes. El objetivo es llegar a la línea Karman, es decir, a los 100 km de altura, límite que es considerado la frontera del espacio.

### Guitar Stream[5]
El proyecto Guitar Stream consiste en el desarrollo de guitarras eléctricas. La guitarra eléctrica contiene los principios básicos del electromagnetismo, aplicables en multitud de ámbitos de la ingeniería eléctrica, con el empleo de diferentes herramientas tecnológicas.

### InnoBoat Bizkaia[6]
El proyecto InnoBoat Bizkaia consiste en el diseño y construcción de una embarcación sostenible de última generación, para competir en eventos internacionales como el Energy Boat Challege.

## Aulas de Empresa[7]
Las Aulas de Empresa son aulas-laboratorio dentro de la propia Escuela, creadas y financiadas por las empresas para promover sus actividades de I+D+i.
- Aula Aeronáutica
- Aula del Agua "CABB/BBUP"
- Aula AR-Racking
- Aula CAF
- Aula Espacio
- Aula Fundación Repsol
- Aula Ikerlan
- Aula Máquina-Herramienta
- Aula OpenData BILBAO-BIZKAIA
- Aula Room4Steel
- Aula Tecnalia
- Aula Velatia-Ormazabal
- Aula ZIV
- Vivero de Empresas Zitek

## Galería

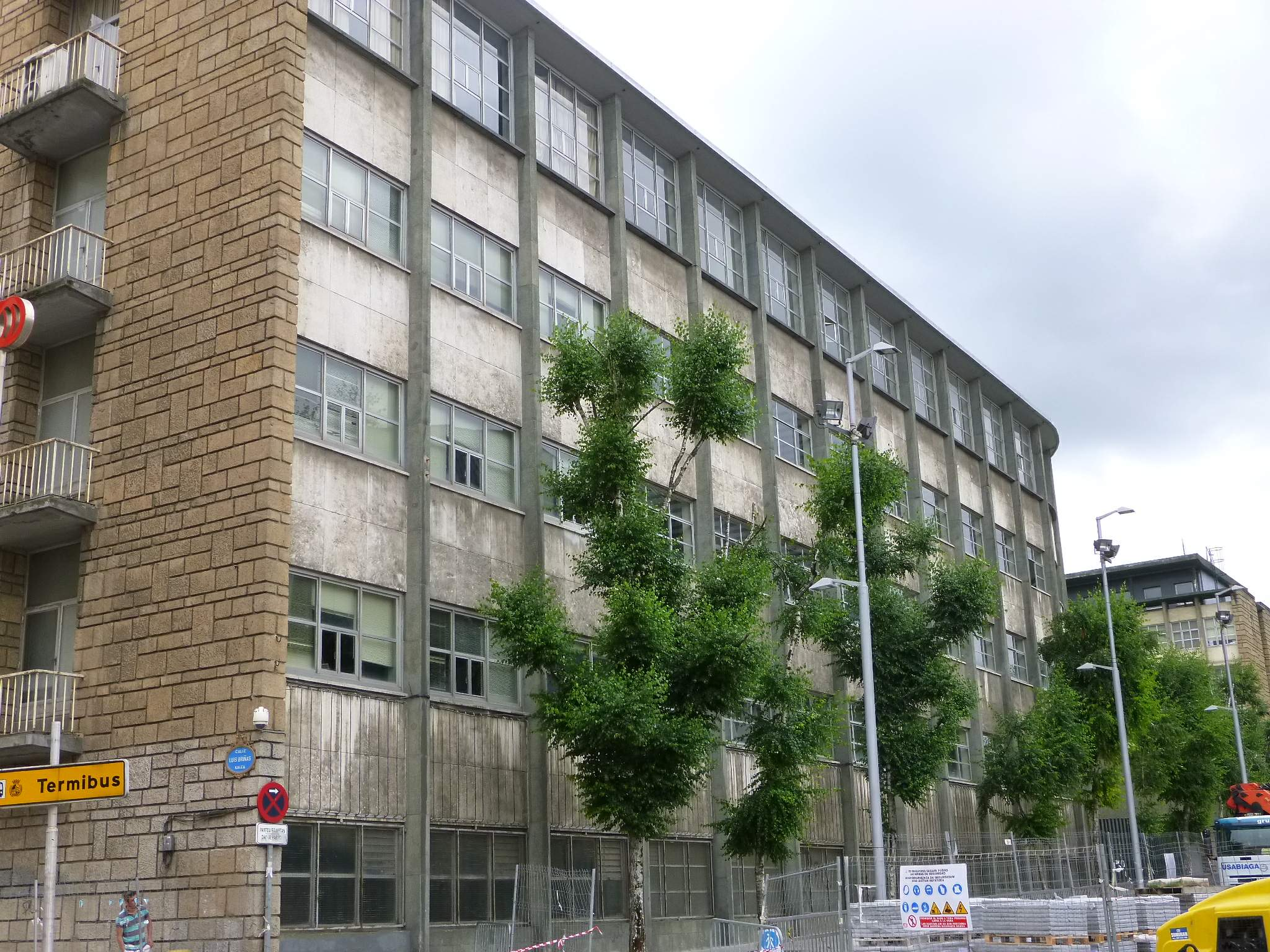
Edificio A
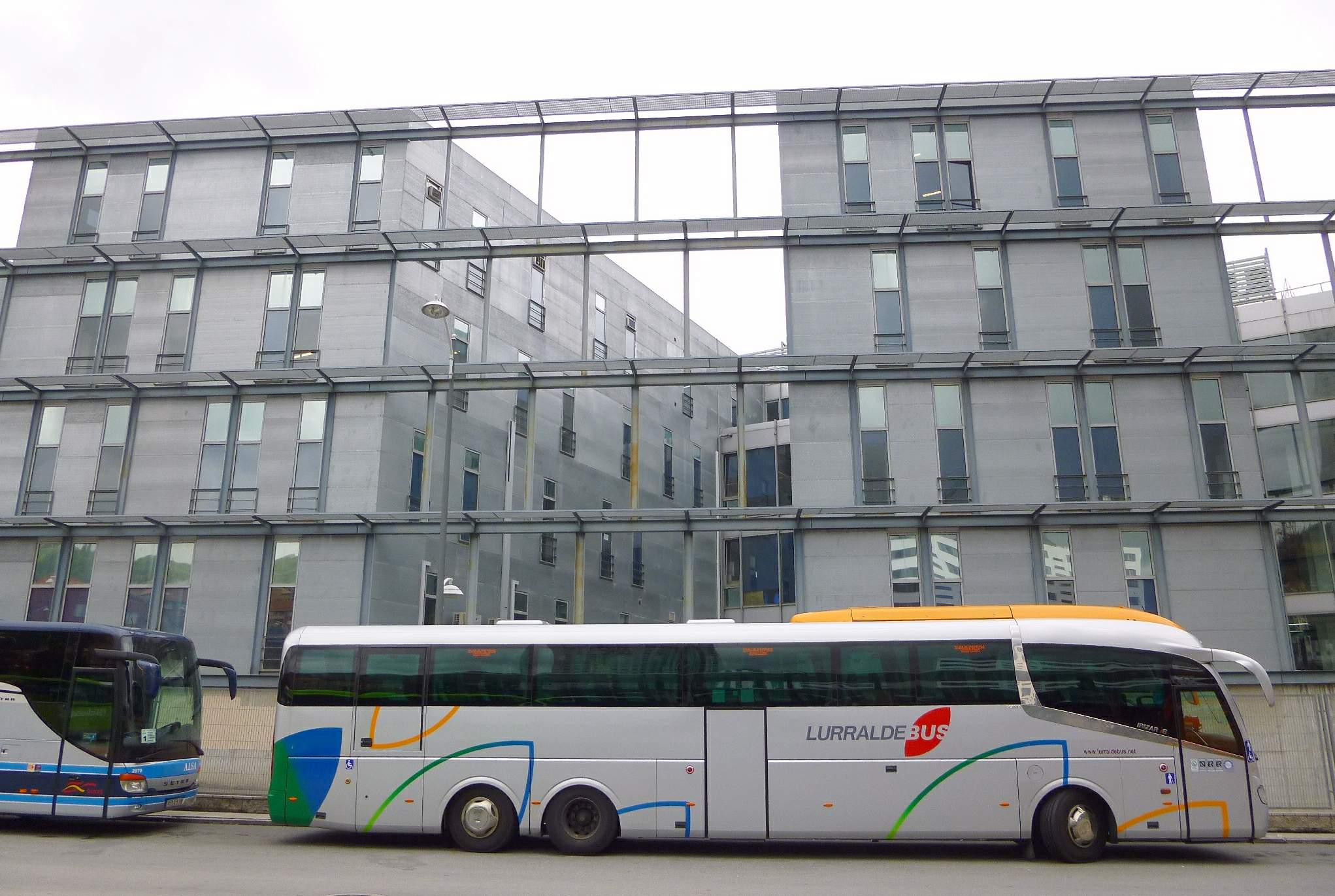
Edificio B
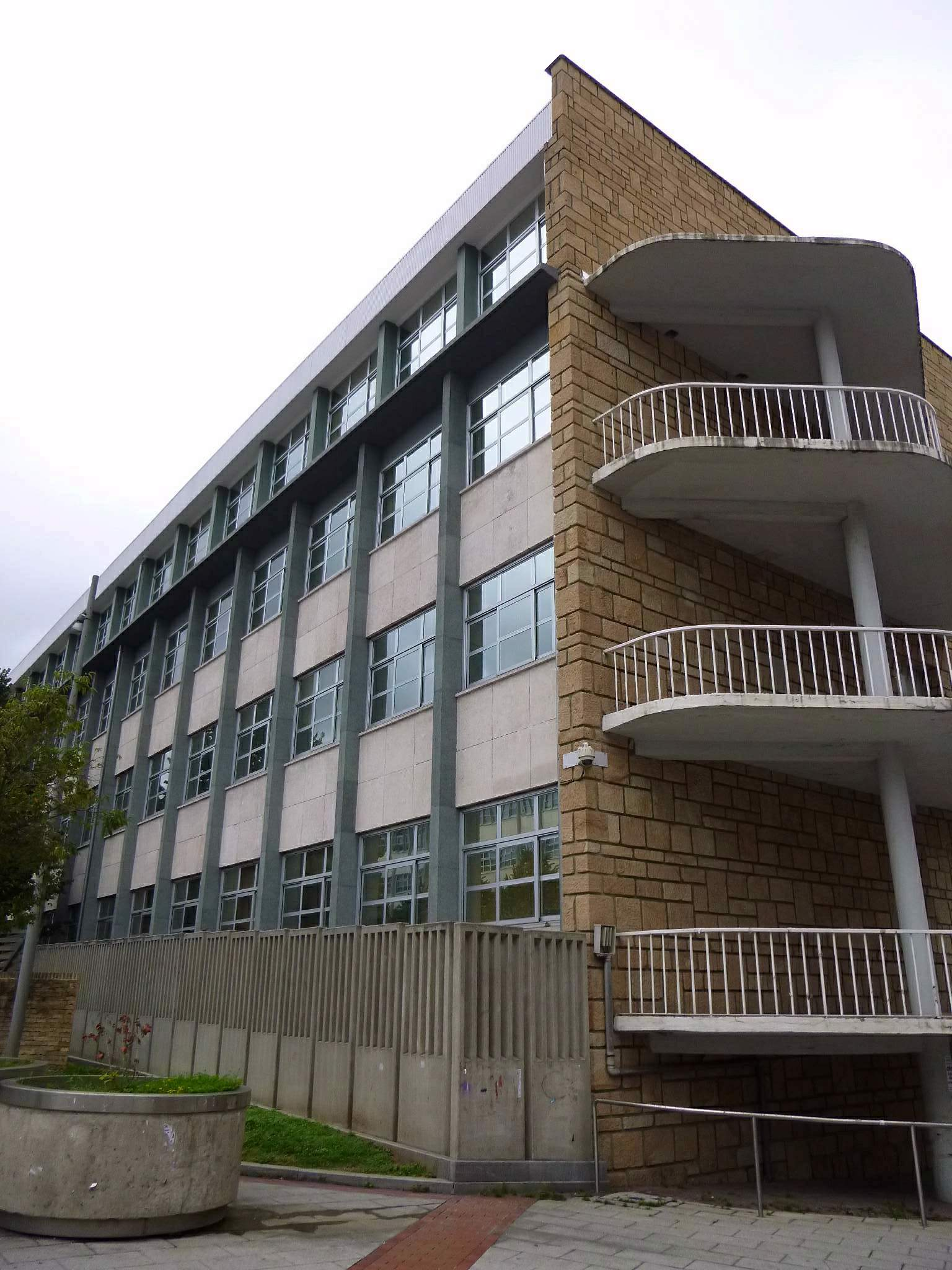
Edificio C
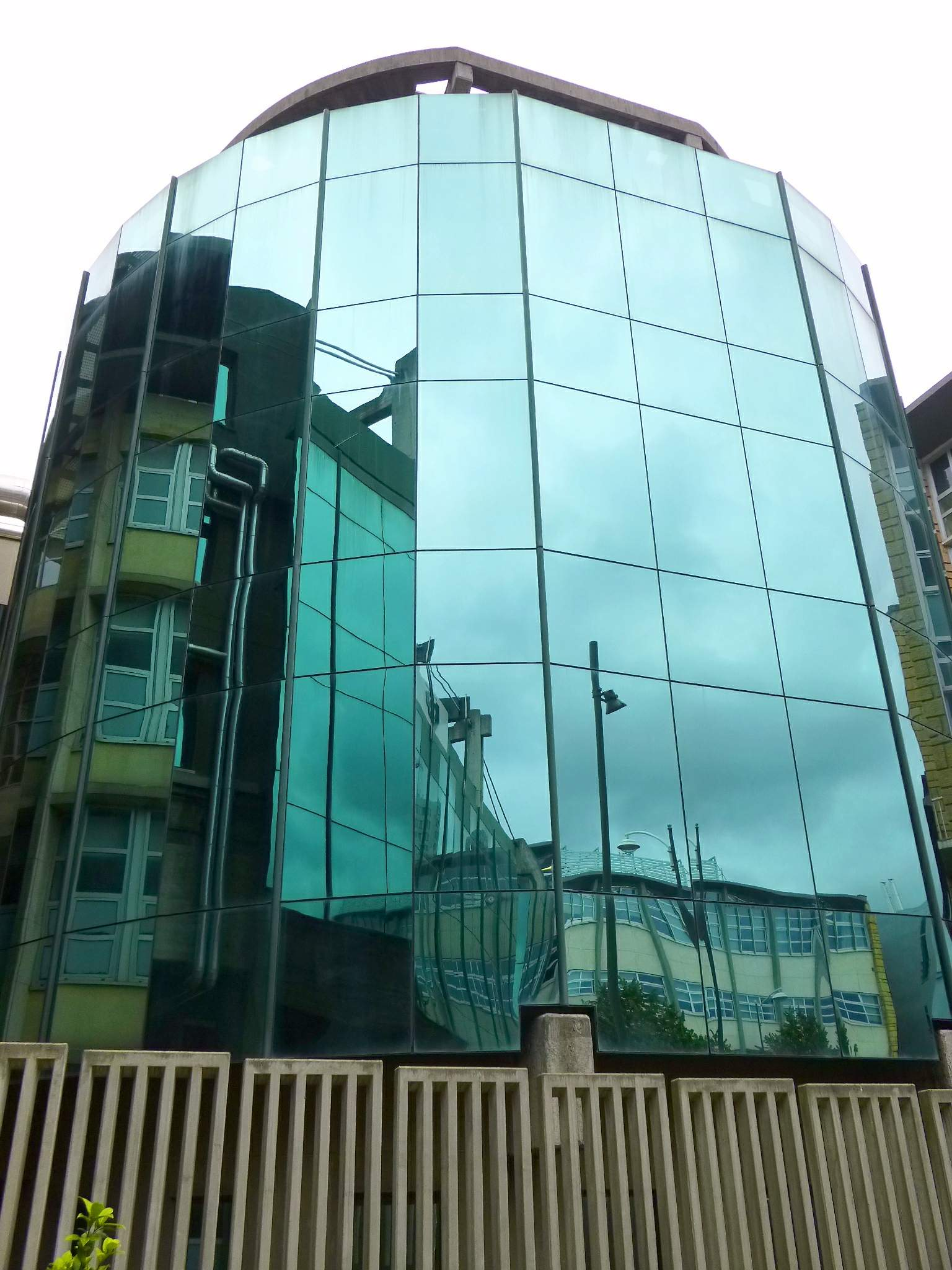
Edificio E
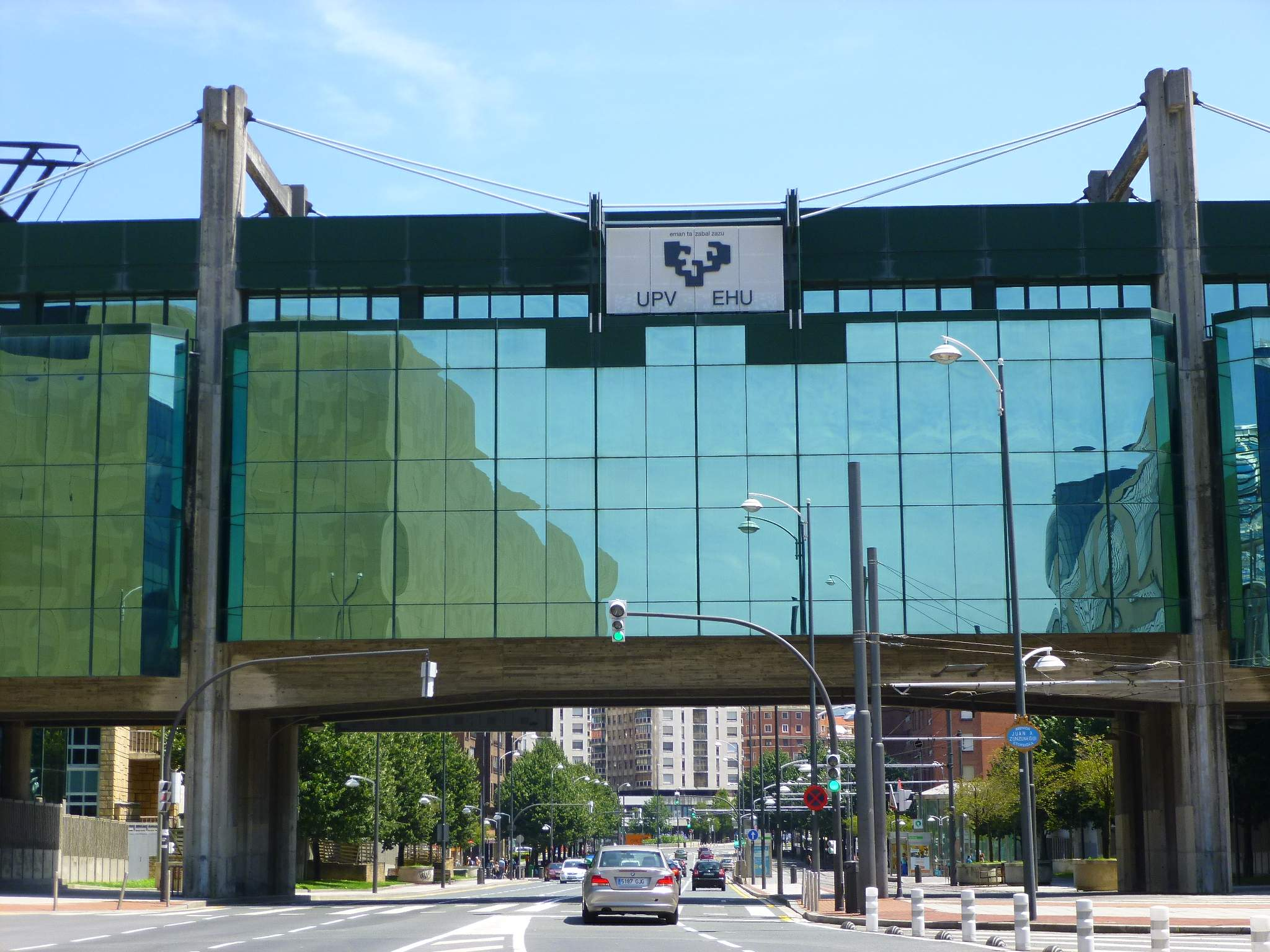
Edificio F
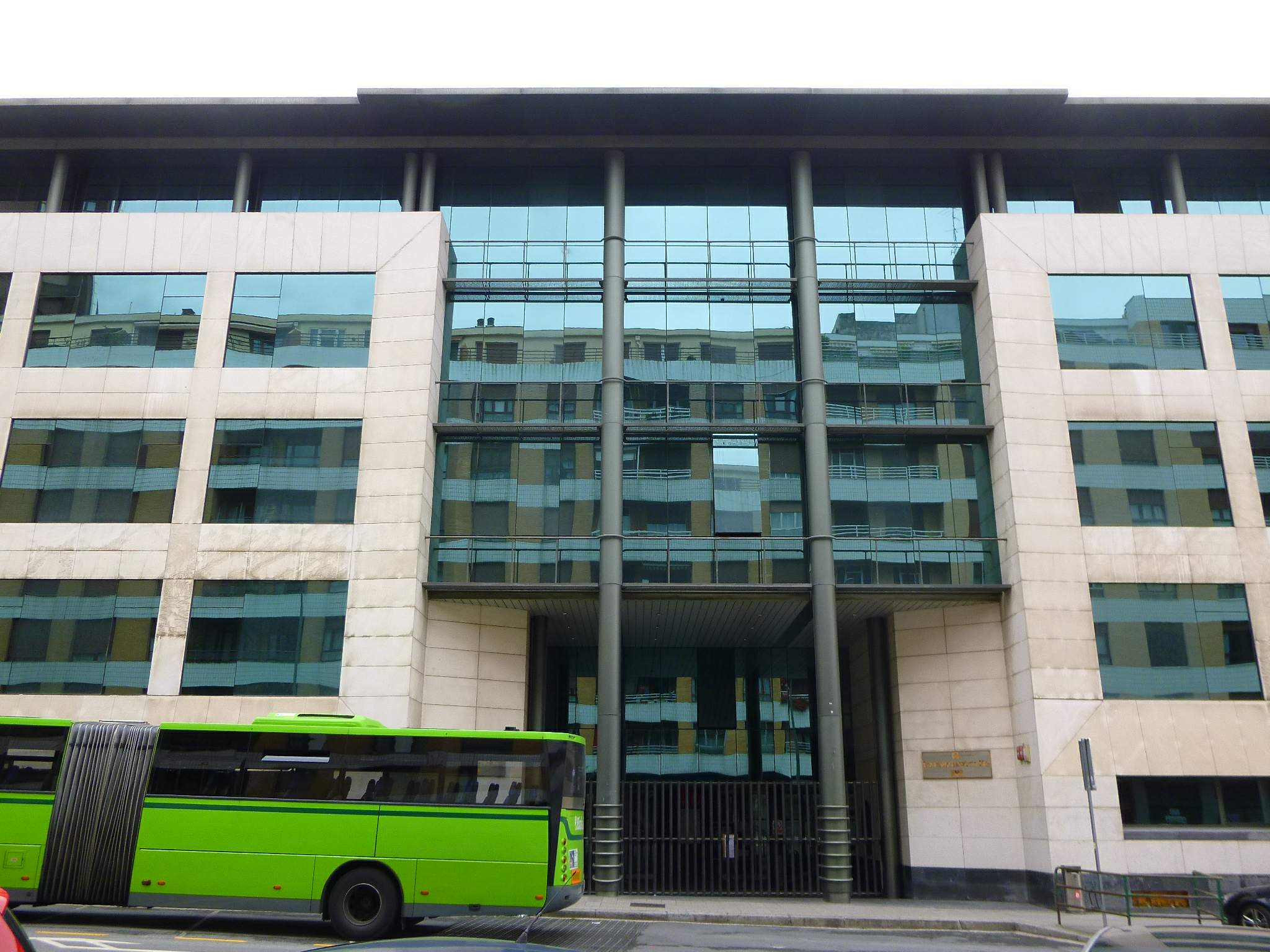
Edificio G
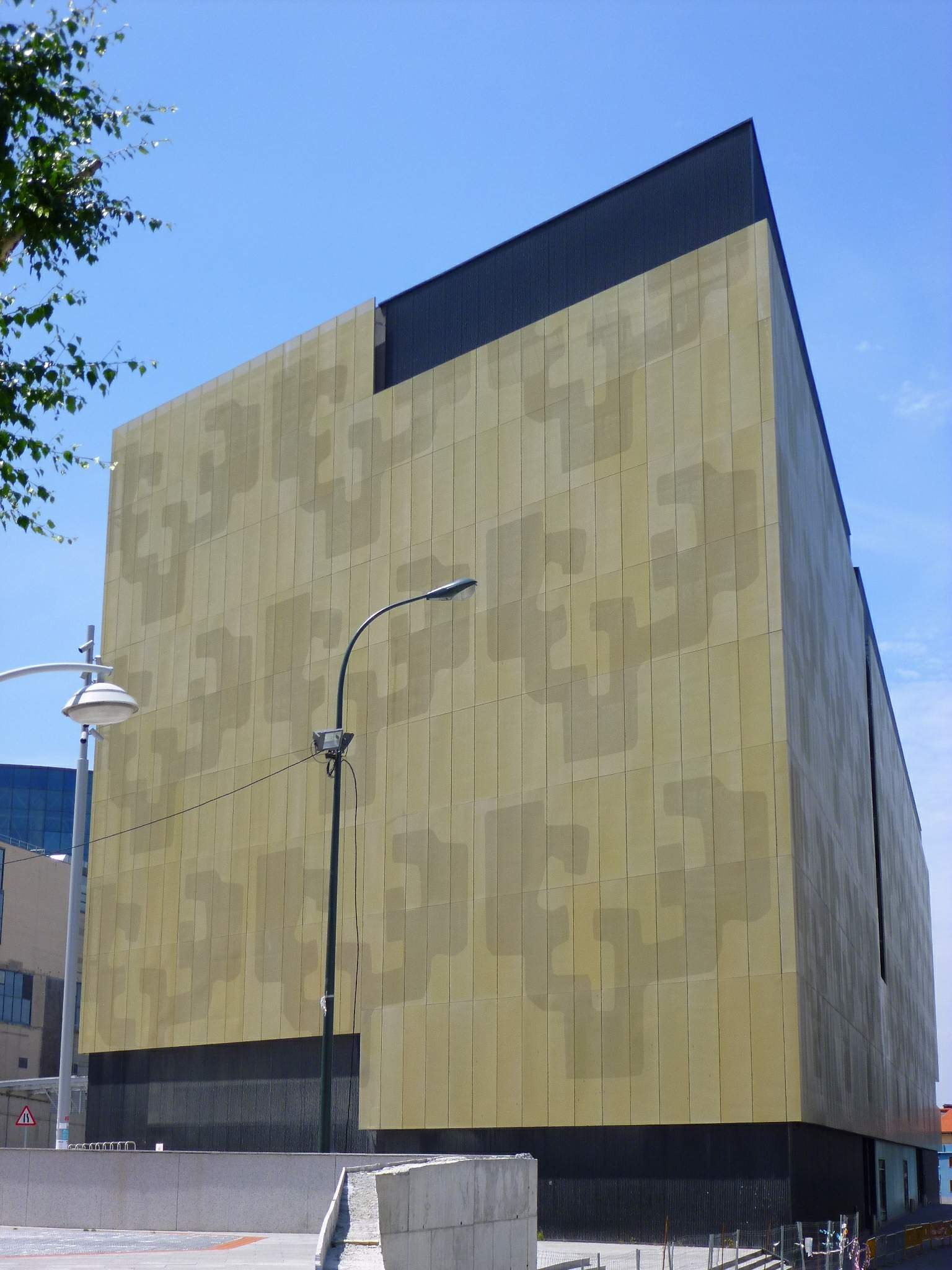
Edificio EUITI y Minas